# Hipodrom Montmartre
Hipodrom Montmartre (francouzsky Hippodrome de Montmartre) bylo dostihové závodiště a kulturní zařízení v Paříži. Nacházelo se na Montmartru mezi Place de Clichy a hřbitovem Montmartre. Hipodrom byl postaven jako náhrada za hipodrom u mostu Alma, zrušený kvůli světové výstavě v roce 1900. V roce 1911 byl přeměněn na kino Gaumont-Palace, ve své době jedno z největších kin na světě. V roce 1973 byla stavba zbořena a nahrazena obchodním domem Castorama a hotelem Mercure.

## Historie
V roce 1877 byl otevřen hipodrom u mostu Alma. Protože na jeho místě se měla uspořádat světová výstava, byl hipodrom přesunut do severní části města. Byl postaven podél Boulevardu de Clichy. Při jeho výstavbě bylo strženo několik domů. Základní kámen byl položen 16. ledna 1898 a 13. května 1900 byl hipodrom slavnostně otevřen. Nový hipodrom měl 7000 míst, z toho 5000 k sezení. Součástí byla i secesní restaurace Grand Restaurant pro 2000 návštěvníků s výhledem přímo na trať. Ale hipodrom byl neodborně řízen a společnost brzy zkrachovala. Budovy byly prodány 28. května 1903 za milión franků. Novým majitelem se stal Američan Frank Bostock, který zde provozoval svůj cirkus, především drezúry šelem. V roce 1905 zde během turné po Evropě vystoupil se svou show Buffalo Bill. Ale v březnu 1907 byl hippodrom uzavřen a v roce 1909 ho od Francka Bostocka koupila Compagnie des Cinéma-Halls, přejmenovaná později na Paris-Hippodrome-Skating-Rink Company. Na hipodromu vzniklo kino pro 6000 diváků, které Léon Gaumont otevřel pod názvem Gaumont-Palace 30. září 1911. V roce 1931 byl hipodrom upraven architektem Henry Bellocem ve stylu art deco. V letech 1961–1967 bylo kino opět upraveno, jeho kapacita byla snížena na 2400 sedadel kvůli instalaci systému cinerama. Gaumont-Palace byl prodán v roce 1973 a následně zbořen. Pozemek koupil podnikatel Christian Dubois, který zde postavil obchodní dům Castorama.